# Bus Simulator 18
Bus Simulator 18, auch nur Bus Simulator, ist ein Bus-Simulator, der von Stillalive Studios entwickelt und von Astragon Entertainment für Microsoft Windows, PlayStation 4 und Xbox One veröffentlicht wurde. Bus Simulator 18 stützt sich auf die Unreal Engine 4 und war erstmals am 13. Juni 2018 weltweit erhältlich.

## Gameplay
Bus Simulator 18 enthält eine große Karte einer fiktiven modernen Stadt, die aus zwölf Stadtteilen besteht und 2,5-mal größer ist als die Karte des Bus Simulator 16. Das Spiel ermöglicht es den Spielern, acht lizenzierte Fahrzeuge von vier verschiedenen Busherstellern zu fahren, darunter Iveco Bus, MAN, Mercedes-Benz und Setra, die von Niederflurbussen bis zu Gelenkbussen und Überlandbussen reichen. Wie sein Vorgänger verwendet das Spiel auch ein prozedurales Generierungssystem, bei dem die Spieler verschiedene Missionen erfüllen müssen, um neue Distrikte freizuschalten. In Bezug auf das Management können die Spieler ihre eigenen Buslinien erstellen sowie Busse kaufen, verkaufen und aufrüsten.

## Entwicklung und Veröffentlichung
Das Spiel wurde im Mai 2018 angekündigt. Es wurde von Stillalive Studios entwickelt und von Astragon Entertainment veröffentlicht. Im Vergleich zu Bus Simulator 16 verwendet Bus Simulator 18 die Unreal Engine 4, die eine erheblich verbesserte Grafik unterstützt. Bus Simulator 18 wurde erstmals am 13. Juni 2018 für Microsoft Windows veröffentlicht. Der Modding- und Multiplayer-Modus wurde erstmals in der Bus-Simulator-Serie vorgestellt. PlayStation-4- und Xbox-One-Versionen waren später im August 2019 verfügbar. Eine Kartenerweiterung wurde im Mai 2019 veröffentlicht.
Ende 2020 wurde der Nachfolger Bus Simulator 21 bekanntgegeben. Dieser wurde am 7. September 2021 weltweit veröffentlicht.

## Rezeption
Bus Simulator 18 erhielt laut Bewertungsaggregator Metacritic „gemischte oder durchschnittliche“ Bewertungen.
Chris Jarrard von Shacknews gab dem Spiel 6 von 10 Punkten und schrieb: „Bus Simulator 18 ist kein Game Changer und um ehrlich zu sein, es ist nicht die lohnendste Erfahrung, die ich jemals vor meinem PC gemacht habe.“ Er hatte drei Hauptprobleme im Spiel – einen Mangel an Inhalten, Multiplayer-Fehler und eine langweilige Kampagne.
Chris O’Connor von Impulse Gamer bewertete es mit 4 von 5 Punkten. Er hielt das Spiel für ziemlich entspannend, aber er hielt seinen Inhalt für nicht tief genug.
Alec Meer von Rock, Paper, Shotgun genoss die Atmosphäre im Spiel, die so großartig ist, dass er sogar gerne Busfahrer werden würde. Er sagt: „Bus Simulator 18 hinterlässt ein tiefes Mitgefühl für Busfahrer und einen großen Schrecken, dass ich jemals einer werden könnte.“
Andy Kelly von PC Gamer verglich das Spiel mit dem Videospiel des ähnlichen Genres Euro Truck Simulator 2 von SCS Software und kommentierte, dass das Spiel vielleicht nicht so gut sei wie der Truck Simulator, aber es sei voller Interaktion, was dem Truck-Simulator-Franchise fehle.